# Soulier d'or belge 1987
Le Soulier d'or 1987 est un trophée individuel, récompensant le meilleur joueur du championnat de Belgique sur l'ensemble de l'année 1987. Ceci comprend donc à deux demi-saisons, la fin de la saison 1986-1987, de janvier à juin, et le début de la saison 1987-1988, de juillet à décembre.

## Lauréat
Il s'agit de la trente-quatrième édition du trophée, remporté par le gardien de but du FC Malines Michel Preud'homme. Cette année-là, le club malinois remporte la Coupe de Belgique et réalise de bons matches aussi bien en championnat qu'en Coupe d'Europe. Preud'homme quant à lui devient le gardien numéro 1 des Diables Rouges après la retraite internationale de Jean-Marie Pfaff. Il devient dès lors assez logiquement le cinquième (et jusqu'ici dernier) gardien à recevoir le Soulier d'Or. Il est élu avec une avance record de 374 points sur son plus proche poursuivant, le meneur de jeu néerlandais de l'Antwerp Frans van Rooij. À la troisième place, on retrouve le jeune milieu offensif du FC Bruges Marc Degryse, devenu un des joueurs de base de l'équipe.

## Top-3
| Place | Joueur             | Nationalité | Club(s)    | Points |
| ----- | ------------------ | ----------- | ---------- | ------ |
| 1.    | Michel Preud'homme |             | FC Malines | 509    |
| 2.    | Frans van Rooij    |             | Antwerp    | 235    |
| 3.    | Marc Degryse       |             | FC Bruges  | 182    |

### Sources
- (nl) Cet article est partiellement ou en totalité issu de l’article de Wikipédia en néerlandais intitulé « Belgische Gouden Schoen 1987 » (voir la liste des auteurs).